# Radio Studio 54 Network
Radio Studio 54 Network is een Italiaanse radiozender. De zender is op 6 juni 1985 opgestart en zendt uit in de regio's Calabrië, Sicilië en Puglia. Het Studio 54 Network is een FM-radio service en wordt uitgezonden in tien provincies in vijf regio's van Zuid-Italië: Catania, Messina, Reggio Calabria, Vibo Valentia (provincie)Vibo Valentia, Catanzaro, Cosenza, Crotone, Lecce, Potenza en Salerno.

## Programmering
- 54 News
- Soundtracks - il cinema alla radio
- Promodisco
- Area 54 - All days
- Pezzi da 90
- Rock Italia
- Italia in Prima Pagina
- Rock Collection
- 54 Disco Hit
- Rock a Mezzanotte
- Action Parade
- The Ultimate Ipod Collection
- Edizione Limitata
- Concerto Impossibile
- Emozioni
- Dejà vu
- Celebrity
- Storie
- Il Gatto e la Volpe Band Show

## Presentatoren
De huidige presentatoren van deze radiozender zijn: Rossella Laface, Alex Albano, Enzo DiChiera, Paolo Sia, Demetrio Malgeri, Marika Torcivia, Franco Siciliano, Mara Rechichi en Luigi Di Dieco.